# Isabelle Graesslé

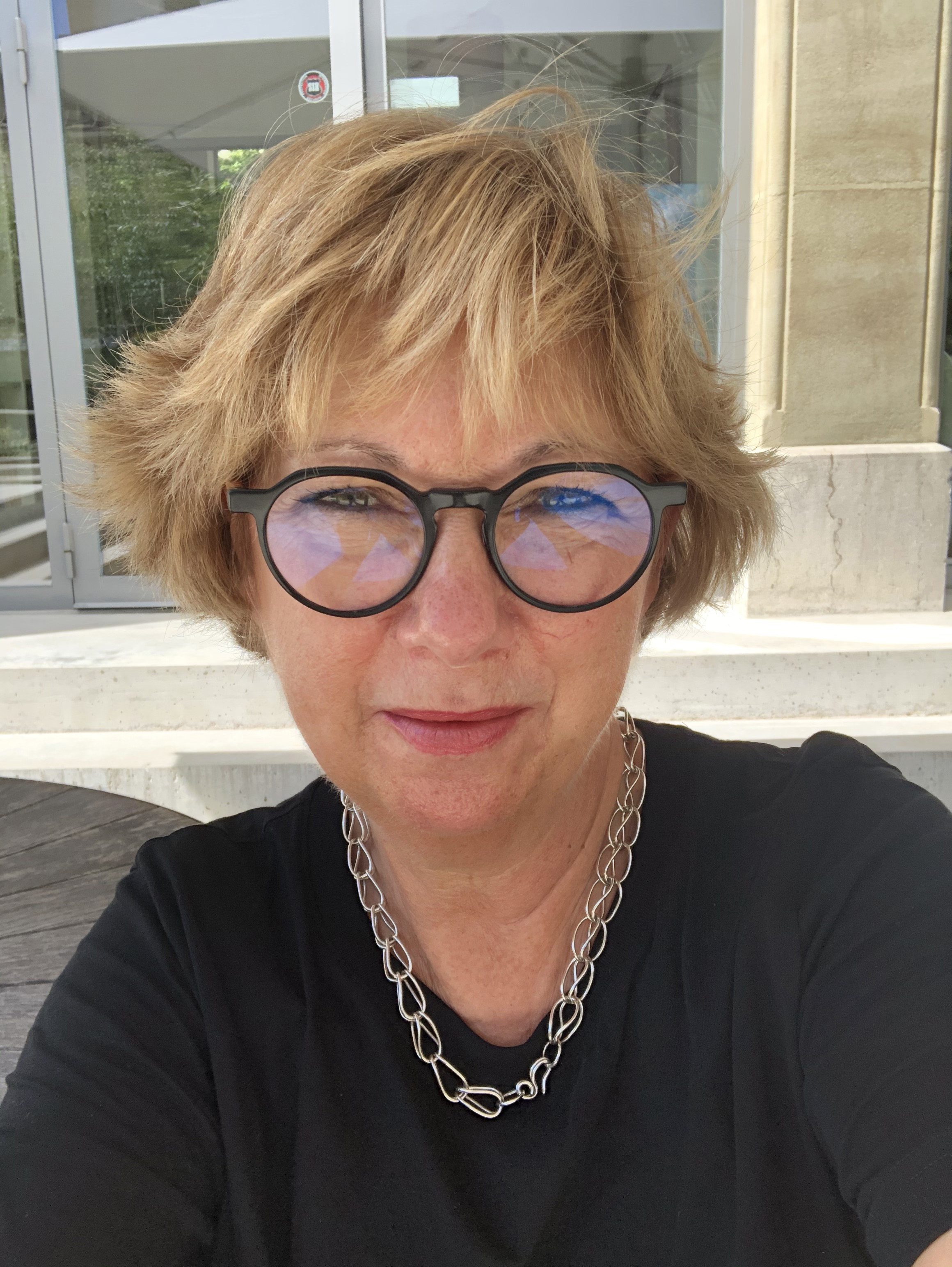
Isabelle Graesslé im Jahr 2020

Isabelle Graesslé (* 23. Februar 1959 in Straßburg) ist eine französische Theologin. Von 2004 bis 2016 war sie Direktorin des 2005 eröffneten Internationalen Museums der Reformation in Genf.

## Biografie
Graesslé studierte zuerst Altphilologie an der Universität Straßburg. Danach studierte sie Theologie in Genf und in Dayton (Ohio). Ihre Promotion erhielt sie 1988 in Straßburg im Fach Theologie. Als Privatdozentin für Praktische Theologie erhielt sie 2004 ihre Habilitation an der Universität Bern. Seit 1987 war sie Pfarrerin in Genf für die Universitätsgemeinde und Leiterin des Genfer Zentrums für Erwachsenenbildung der evangelischen Kirche. Von 2001 bis 2004 war sie die erste Moderatorin der Genfer Compagnie des pasteurs. Seit 2018 ist sie Pfarrerin in der Gegend von Lausanne. Sie ist mit dem Schweizer Arzt, Verbandsfunktionär und Politiker Jacques de Haller verheiratet.

## Veröffentlichungen
- La rhétorique entre bonne et mauvaise foi, Perspectives missionnaires 18 (1989), Seite 38–57.[2]
- Reflections on European Feminist Theology, in Women’s Visions. Theological Reflections, Celebration, Action. Herausgeberin: Ofelia Ortega, Genf, WCC, 1995, Seite 52–60.
- Les couples bibliques à la recherche du divin, Bulletin du CPE 2 (1996), Seite 3–30.
- La théologie féministe en Suisse. Dialogue avec Ina Praetorius, im Jahrbuch der Europäischen Gesellschaft für Frauen in der theologischen Forschung 4 (1996), Seite 116–128.
- Théologie et féminisme: de l’affrontement à l’embellie, in Où va Dieu? Revue der Universität Brüssel 1 (1999), Brüssel, éditions Complexes, 1999, Seite 149–160.
- Unterwegs zu neuen Horizonten. Bergs am Irchel, KiK-Verl., 2001
- Pierre Bühler, Isabelle Graesslé, Christoph D. Müller (Hrsg.): Qui a peur des homosexuel-les? Évaluation et discussion des prises de position des Églises protestantes de Suisse, Genf, Labor et Fides, 2001.
- Johannes Calvin und die Reformation in Genf, Zürich, SJW, 2010.